# Grenada az olimpiai játékokon
Grenada az 1984-es olimpián szerepelt első alkalommal, és azóta az összes nyári sportünnepen képviseltette magát. Kirani James 2012-ben megszerezte a kis ország történetének első olimpiai aranyérmét. Az ország a téli játékokon még nem vett részt.
A Grenadai Olimpiai Bizottság 1984-ben alakult meg, a NOB még ebben az évben felvette tagjai sorába, a bizottság jelenlegi elnöke Royston La Hee.

## Érmek
| Érem  | Név             | Olimpia              | Sportág  | Esemény              |
| ----- | --------------- | -------------------- | -------- | -------------------- |
| Arany | Kirani James    | 2012, London         | Atlétika | Férfi 400 m síkfutás |
| Ezüst | Kirani James    | 2016, Rio de Janeiro | Atlétika | Férfi 400 m síkfutás |
| Ezüst | Kirani James    | 2020, Tokió          | Atlétika | Férfi 400 m síkfutás |
| Bronz | Anderson Peters | 2024, Párizs         | Atlétika | Férfi gerelyhajítás  |
| Bronz | Lindon Victor   | 2024, Párizs         | Atlétika | Férfi tízpróba       |

## Éremtáblázatok

### Érmek a nyári olimpiai játékokon
| Olimpia              | Arany | Ezüst | Bronz | Összesen |
| 1984, Los Angeles    | 0     | 0     | 0     | 0        |
| 1988, Szöul          | 0     | 0     | 0     | 0        |
| 1992, Barcelona      | 0     | 0     | 0     | 0        |
| 1996, Atlanta        | 0     | 0     | 0     | 0        |
| 2000, Sydney         | 0     | 0     | 0     | 0        |
| 2004, Athén          | 0     | 0     | 0     | 0        |
| 2008, Peking         | 0     | 0     | 0     | 0        |
| 2012, London         | 1     | 0     | 0     | 1        |
| 2016, Rio de Janeiro | 0     | 1     | 0     | 1        |
| 2020, Tokió          | 0     | 0     | 1     | 1        |
| 2024, Párizs         | 0     | 0     | 2     | 2        |
| Összesen             | 1     | 1     | 3     | 5        |

## Érmek sportáganként

### Érmek a nyári olimpiai játékokon sportáganként
| Grenada érmei a nyári olimpiai játékokon sportáganként | Grenada érmei a nyári olimpiai játékokon sportáganként | Grenada érmei a nyári olimpiai játékokon sportáganként | Grenada érmei a nyári olimpiai játékokon sportáganként | Az olimpiai zászlaja |

| Sportág  | Arany | Ezüst | Bronz | Összesen |
| -------- | ----- | ----- | ----- | -------- |
| Atlétika | 1     | 1     | 3     | 5        |
| Összesen | 1     | 1     | 3     | 5        |